# Cserkút
Cserkút là một thị trấn thuộc hạt Baranya, Hungary. Thị trấn này có diện tích 6,67 km², dân số năm 2010 là 560 người, mật độ 84 người/km².